# Herblay
Herblay je severozahodno predmestje Pariza in občina v osrednjem francoskem departmaju Val-d'Oise regije Île-de-France. Leta 1999 je imelo naselje 23.083 prebivalcev.

## Geografija
Naselje leži v osrednji Franciji na desnem bregu reke Sene v bližini meje z departmajem Yvelines, 20 km od središča Pariza.

## Administracija
Herblay je sedež istoimenskega kantona, v katerega je poleg njegove vključena še občina La Frette-sur-Seine s 27.461 prebivalci. Kanton Herblay je sestavni del okrožja Argenteuil.